# The Punisher (2004)
The Punisher is een Amerikaanse misdaad-thriller uit 2004 onder regie van Jonathan Hensleigh. Het is de tweede film na de gelijknamige productie uit 1989 waarin de ontstaansgeschiedenis van Marvel Comics-personage Punisher centraal staat. Het is daarom geen opvolger van de eerdere film. Beide titels zijn wel gebaseerd op verschillende comicseries die Punishers origine beschrijven, op papier gezet door andere makers.
Mark Chadwick won voor zijn optreden in The Punisher de Taurus World Stunt Award in de categorie 'beste vuurstunt'.

## Verhaal
FBI-agent Frank Castle (Thomas Jane) wil zijn gevaarlijke undercover-werk verruilen voor een normaal leven met zijn gezin. Dan dringen gangsters in opdracht van misdaadbaas Howard Saint (John Travolta) zijn huis binnen en vermoorden zijn vrouw en zoon. Hierdoor bedenkt Castle zich in zekere zin en trekt hij er op eigen houtje op uit om op gewelddadige wijze wraak te nemen op de daders.

## Rolverdeling
- Thomas Jane - Frank Castle / The Punisher
- John Travolta - Howard Saint
- Will Patton - Quentin Glass
- Rebecca Romijn - Joan
- Ben Foster - Dave
- John Pinette - Bumpo
- Samantha Mathis - Maria Castle
- Marcus Johns - Will Castle
- Roy Scheider - Frank Castle Sr.
- Bonnie Johnson - Betty Castle
- A. Russell Andrews - Jimmy Weeks
- Omar Avila - Joe Toro
- Eduardo Yáñez - Mike Toro
- James Carpinello - Bobby Saint / John Saint
- Laura Harring - Livia Saint
- Eddie Jemison - Mickey Duka
- Mark Collie - Harry Heck
- Tom Nowicki - Lincoln
- Antoni Corone - T.J.
- Kevin Nash - de Rus
- Marco St. John - Chief Morris
- Marc Macaulay - Dante